# Park Si-eun
Park Si-eun (coréen : 박시은 ; née le 1er août 2001) est une chanteuse et actrice sud-coréenne. Après avoir fait ses débuts enfant en 2014 en tant qu'actrice, elle a joué dans plusieurs séries télévisées et films, remportant le prix de la meilleure jeune actrice aux SBS Drama Awards en 2018 pour son rôle de jeune Woo Seo-ri dans Still 17. Pendant un temps, elle fut à la fois actrice et trainee dans l'agence JYP Entertainment, cependant elle a quittée le label en 2019 après la disparition de la section JYP Actors. Après avoir signé avec l'agence High Up Entertainment en décembre 2019, elle fait ses débuts en tant que membre du girl group STAYC en novembre 2020,.
Elle est la fille de Park Nam-jung, un des chanteurs les plus populaires en Corée du Sud à la fin des années 1980.

## Filmographie

### Film
| Année | Titre         | Rôle          | Ref.  |
| ----- | ------------- | ------------- | ----- |
| 2015  | Love Forecast | Kang Joon-hee | [ 6 ] |

### Séries télévisées
| Année | Titre                                 | Rôle                    | Ref.   |
| ----- | ------------------------------------- | ----------------------- | ------ |
| 2014  | Pluto Squad                           | Jin Sun-mi              |        |
| 2014  | Pride and Prejudice                   | Han Yeol-mu (jeune)     | [ 7 ]  |
| 2015  | Six Flying Dragons                    | Yeon-hee (jeune)        | [ 8 ]  |
| 2016  | Signal                                | Oh Eun-ji               | [ 9 ]  |
| 2016  | The Good Wife                         | Lee Seo Yeon            | [ 10 ] |
| 2016  | Welcome to My Lab 2                   | Jenny                   | [ 11 ] |
| 2016  | The Gentlemen of Wolgyesu Tailor Shop | Oh Young-eun (jeune)    | [ 12 ] |
| 2017  | Queen for Seven Days                  | Shin Chae-kyung (jeune) | [ 13 ] |
| 2017  | Criminal Minds                        |                         | [ 14 ] |
| 2017  | Rain or Shine                         | Ha Moon-soo (jeune)     | [ 15 ] |
| 2018  | Still 17                              | Woo Seo-ri (jeune)      | [ 16 ] |
| 2019  | The Crowned Clown                     | Choi Kye-hwan           | [ 17 ] |
| 2019  | Everything and Nothing                | An Seo Yeon             | [ 18 ] |
| 2020  | Mystic Pop-up Bar                     | Wol-joo (jeune)         | [ 19 ] |

### Émission de télévisées
| Année | Titre                        | Rôle                      | Remarques                            | Ref.   |
| ----- | ---------------------------- | ------------------------- | ------------------------------------ | ------ |
| 2012  | Star Junior Show Bungeoppang | Membre de la distribution |                                      | [ 20 ] |
| 2013  | The Unlimited Show           | Membre de la distribution | Saisons 4-5                          | [ 21 ] |
| 2013  | Kids Are Life's Blessing     | Membre de la distribution |                                      | [ 22 ] |
| 2013  | Star Family Show             | Membre de la distribution |                                      | [ 23 ] |
| 2019  | King of Mask Singer          | Concurrent                | (Mask Singer de la 101e génération ) | [ 24 ] |

### Animatrice
| Année | Titre                       | Rôle       | Remarques                    | Ref.   |
| ----- | --------------------------- | ---------- | ---------------------------- | ------ |
| 2016  | Inkigayo                    | MC spécial | Avec Jackson et Lee Hong-bin | [ 25 ] |
| 2021  | Inkigayo                    | MC spécial | Avec Sungchan et Jihoon      | [ 26 ] |
| 2022  | 11e Gaon Chart Music Awards | MC         | Avec Doyoung et Jaejae       | [ 27 ] |
| 2023  | Show! Music Core            | MC spécial | avec Jung Woo                | [ 28 ] |

## Distinctions
| Remise des prix  | Année | Catégorie          | Candidat / Travail   | Résultat   | Ref.   |
| ---------------- | ----- | ------------------ | -------------------- | ---------- | ------ |
| KBS Drama Awards | 2017  | Best Young Actress | Queen for Seven Days | Nomination |        |
| SBS Drama Awards | 2018  | Best Young Actress | Still 17             | Lauréat    | [ 29 ] |